# Resolució 2173 del Consell de Seguretat de les Nacions Unides
La Resolució 2173 del Consell de Seguretat de les Nacions Unides fou adoptada per unanimitat el 27 d'agost de 2014. El Consell va ampliar el mandat de l'Operació Híbrida de la Unió Africana i les Nacions Unides al Darfur (UNAMID) per deu mesos, fins al 30 de juny de 2015, i va reduir el nombre d'efectius a gairebé 16.000 soldats i 1.600 agents.

## Detalls
El 2014, la situació a la regió sudanesa del Darfur s'ha deteriorat bruscament, amb greus conseqüències per a la població. L'exèrcit encara lluitava contra els rebels, les tribus lluitaven entre elles i el crim havia augmentat. Des de gener de 2014, s'han afegit 359.000 nous refugiats. A més, diverses organitzacions de socors han aturat les seves activitats a la regió, la qual cosa suposava que el lliurament d'ajudes d'emergència era problemàtic.
El 27 de gener, el president Omar al-Bashir va anunciar un diàleg nacional que brindava l'oportunitat d'aconseguir una pau duradora. Per tant, totes les parts foren convidades a participar en aquest procés. No obstant això, diversos grups armats s'havien negat.
El mandat de la UNAMID es va ampliar fins al 30 de juny de 2015. Al mateix temps, la missió es va reduir a un màxim de 15.845 soldats, 1.583 agents i tretze unitats policials de 140 homes.